# 警衔
警衔亦稱警階，是為区分警務人員職級及资历等的体系，世界各国的警衔主要分為两类：一类為與本国军衔一致，另外一类為实行与军衔完全不同的体系。

## 世界主要国家及地区警衔

### 中華民國
中華民國警察警階，依據《警察人員人事條例》第5條：「警察官等分為警監、警正、警佐。警監官等分為特、一、二、三、四階，以特階為最高階；警正及警佐官等各分一、二、三、四階，均以第一階為最高階。」。需注意的是，警察制服胸章配載非表示警階，而是表示職務高低。例如警階為警正四階而擔任警員職務者，配載一線三星胸章；警階為警佐一階，擔任巡佐職務者，雖然警階低於前者，但因職務高於前者，所以配載一線四星胸章。也就是說，警階標誌著警察人員本身的年資及品位，但制服胸章上的配階仍以職務高低為準，以確保指揮體系命令能夠貫徹。基本上沿用其在國民政府統治中國大陸時期所制定的警階制度，與德國現行警階級別的設置有較多相似之處。警察於胸前的階級章係表示「職務高低」而非「警階高低」，亦是官職分立的特色。   
- 依官等區分：警監、警正、警佐（高至低）。
- 依官屬區分：警長、警官、警員（高至低）。
- 職務區分：依內、外勤及專業單位區分，因警察人事採「官職分立」之故，[2]同階中有不同職務區分。
- 警察胸章之配掛必須配合警察人員陞遷辦法中之全國警察機關升遷序列表配階：（由低至高）

1. 第十一序列職務（佩掛一線三星）：警員、隊員等職務；官等官階列「警佐三階至警正四階」。
2. 第十序列職務（佩掛一線四星）：巡佐、警務佐、偵查佐、小隊長等職務，官等官階列「警佐二階至警正四階」。
3. 第九序列職務（佩掛二線一星）：巡官、分隊長等職務，官等官階列「警佐一階至警正三階」。
4. 第八序列職務（佩掛二線二星）：分駐所長、警務員、偵察員等職務，官等官階列「警佐一階至警正三階」。
5. 第七序列職務（佩掛二線二星）：警備隊長、中隊長、督察員等職務，官等官階列「警佐一階至警正三階」。
6. 第六序列職務（佩掛二線三星）：主任、組長、警務正、偵查正、縣市副分局長、秘書等職務，官等官階列「警佐一階至警正二階」。
7. 第五序列職務（佩掛二線四星）：縣市主任秘書、督察長、縣市分局長等職務，官等官階列「警正三階至警正一階」。
8. 第四序列職務（佩掛三線一星）：警政署科長、直轄市分局長、大隊長等職務，官等官階列「警正三階至警監四階」。
9. 第三序列職務（佩掛三線二星）：縣市警察局局長、警政署組長、主任等職務，官等官階列「警正二階至警監二階」。
10. 第二序列職務（佩掛三線三星）：警政署主秘、保一總隊隊長等職務，官等官階列「警監四階至警監二階」。
11. 第一序列職務（佩掛三線三星）：警政署副署長、直轄市局長、刑事警察局局長及臺灣警察專科學校校長，官等官階列「警監二階至警監一階」。
12. 未列於序列職務（佩掛三線四星）：警政署署長及中央警察大學校長，官等官階列「警監特階」。

警察胸章之配掛必須配合警察人員陞遷辦法中之全國警察機關升遷序列表配階：
| 職務序列 |                                                                           | 第一序列                                                                    | 第二序列                                                                                      | 第三序列 | 第四序列                                                                                            |
| 階級識別 |                                                                           |                                                                             |                                                                                               | | |
| 職 務    | - 警政署署長 - 中央警察大學校長                                           | - 警政署副署長 - 直轄市警察局長 - 中央警察大學副校長 - 臺灣警察專科學校校長 | - 警政署主任秘書 - 刑事警察局長 - 國道公路警察局長 - 航空警察局長 - 鐵路警察局長 - 保警總隊長 | - 警政署組長、主任 - 直轄市警察局副局長、主任秘書 - 縣市警察局長 - 臺灣警察專科學校教育長 - 保警總隊副總隊長 - 港務警察總隊長 | - 警政署科長 - 直轄市警察局分局長、大隊長、督察長、科長、主任 - 縣市警察局副局長 - 港務警察副總隊長 |
| 官等官階 | 警監特階                                                                  | 警監二階至警監一階                                                          | 警監四階至警監二階                                                                            | 警正二階至警監二階 | 警正三階至警監四階                                                                                  |
| 職務序列 | 第五序列                                                                  | 第六序列                                                                    | 第七序列                                                                                      | 第八序列 | 第九序列                                                                                            |
| 階級識別 |                                                                           |                                                                             |                                                                                               | | |
| 職 務    | - 直轄市警察局直屬隊長、副分局長 - 縣市直屬隊長、主任秘書、督察長、分局長 | - 警政署警務正 - 直轄市警察局股長、分局組長、偵查隊長 - 縣市分局副分局長    | 縣市分局組長、主任、偵查隊長、警備隊長、中隊長、督察員                                        | 警務員（兼所長）、偵查員 | 巡官（兼所長、兼副所長）、分隊長                                                                    |
| 官等官階 | 警正三階至警正一階                                                        | 警佐一階至警正二階                                                          | 警佐一階至警正三階                                                                            | 警佐一階至警正三階 | 警佐一階至警正三階                                                                                  |
| 職務序列 | 第十序列                                                                  | 第十一序列                                                                  |                                                                                               | | |
| 階級識別 |                                                                           |                                                                             |                                                                                               | | |
| 職 務    | 巡佐（兼所長、兼副所長）、警務佐、小隊長、偵查佐                          | 警員（兼副所長）、隊員                                                      |                                                                                               | | |
| 官等官階 | 警佐二階至警正四階                                                        | 警佐三階至警正四階                                                          |                                                                                               | | |

註：目前中華民國警察人員警察四等特考及格並經遴任後，即授與警佐三階官等官階，警佐四階已成歷史。

### 英国
以英国的警衔一般分为5等13级：
- 警察总监（Chief Constable）
- 警司（Superintendent）／總警司（Chief Superintendent）
- 督察（Inspector）／總督察（Chief Inspector）
- 警长（Sergeant）
- 警员（Constable）

其他英联邦国家的警衔受英国影响也是设置5等，但具体级别则略有差异。例如，澳大利亚设置12级。

### 德国
德国警衔共设置4等14级：
- 警监（设2级）
- 警督（设4级）
- 警长（设4级）
- 警员（设4级）

### 日本
日本的警察分级不分等，日本警察警衔总共分为10级：
| 序列       | 階級外     | 階級外   | 第1位    | 第1位  | 第2位  | 第2位  | 第3位  | 第3位  | 第4位  | 第4位 | 第5位 | 第5位 | 第6位 | 第6位  | 第7位  | 第7位    | 第8位    | 第8位    | 第8位  | -                 | -                 | -                 | 第9位         | 第9位         | 第9位         | 第9位         | 第9位         | 第9位         | 第9位         | 第9位         | 第9位         | 第9位         | 第9位         | 第9位         |
| ---------- | ---------- | -------- | -------- | ------ | ------ | ------ | ------ | ------ | ------ | ----- | ----- | ----- | ----- | ------ | ------ | -------- | -------- | -------- | ------ | ----------------- | ----------------- | ----------------- | ------------- | ------------- | ------------- | ------------- | ------------- | ------------- | ------------- | ------------- | ------------- | ------------- | ------------- | ------------- |
| 胸章       |            |          |          |        |        |        |        |        |        |       |       |       |       |        |        |          |          |          |        |                   |                   |                   |               |               |               |               |               |               |               |               |               |               |               |               |
| 警察廳長官 | 警察廳長官 | 警視總監 | 警視總監 | 警視監 | 警視監 | 警視長 | 警視長 | 警視正 | 警視正 | 警視  | 警視  | 警部  | 警部  | 警部補 | 警部補 | 巡查部长 | 巡查部长 | 巡查部长 | 巡查长 | 巡查长            | 巡查长            | 巡查              | 巡查          | 巡查          | 巡查          | 巡查          | 巡查          | 巡查          | 巡查          | 巡查          | 巡查          | 巡查          | 巡查          |               |
| 肩章       |            |          |          |        |        |        |        |        |        |       |       |       |       |        |        |          |          |          |        | Second Lieutenant | Second Lieutenant | Second Lieutenant | Officer Cadet | Officer Cadet | Officer Cadet | Officer Cadet | Officer Cadet | Officer Cadet | Officer Cadet | Officer Cadet | Officer Cadet | Officer Cadet | Officer Cadet | Officer Cadet |

### 
韓國警察的職級分級不分等，實行警銜職務對等制度，共分為11等，由上至下依次為：
- 治安總監（朝鮮文：치안총감 英文：Commissioner General）全國僅2人：韓國警察廳長、海洋警察廳廳長。
- 治安正監（朝鮮文：치안정감 英文：Chief Superintendent General）共4人擔任：警察廳次長、首爾地方警察廳廳長、韓國警察大學校長。
- 治安監（朝鮮文：치안감 英文：Senior Superintendent General）
- 警務官（朝鮮文：경무관 英文：Superintendent General）
- 總警（朝鮮文：총경 英文：Senior Superintendent）
- 警正（朝鮮文：경정 英文：Superintendent）
- 警監（朝鮮文：경감 英文：Senior Inspector）
- 警衛（朝鮮文：경위 英文：Inspector）
- 警查（朝鮮文：경사 英文：Assistant Inspector）
- 警長（朝鮮文：경장 英文：Senior Policeman）
- 巡警（朝鮮文：순경 英文：Policeman）

### 俄羅斯
俄羅斯的警銜體系及標誌基本上和軍銜體系一致，總共分為5等17級（没有軍銜中的元帥、大將和上等兵級別）。
1. 高级警官（将官）
  1. 上将（Генерал-полковник полиции）
  2. 中将（Генерал-лейтенант полиции）
  3. 少将（Генерал-майор полиции）
2. 中上級警官（校官）
  1. 上校（Полковник полиции）
  2. 中校（Подполковник полиции）
  3. 少校（Майор полиции）
3. 中级警官（尉官）
  1. 大尉（Капитан полиции）
  2. 上尉（Старший лейтенант полиции）
  3. 中尉（Лейтенант полиции）
  4. 少尉（Младший лейтенант полиции）
4. 中下級警官
  1. 高級准尉（Старший прапорщик полиции）
  2. 准尉（Прапорщик полиции）
5. 初级警官（警士）
  1. 大士（Старшина полиции）
  2. 上士（Старший сержант полиции）
  3. 中士（Сержант полиции）
  4. 下士（Младший сержант полиции）
6. 警员（兵）
  1. 列兵（Рядовой полиции）

### 美国
美國警察没有全國統一的警銜，全國各州超過17,000多個警署在組織上互不隸屬干涉，各州、郡、市各行其是，大都把職務和警銜等融為一體。故此美國各地的警銜標誌雖大同小異（與美國軍隊軍銜標誌類似），但卻不能一一對應（更不能與美軍軍銜對應），即使相同等級的稱謂亦不一樣。

## 各国警衔之间的对应关系
与军衔不同，由于各国警察机关的警衔制度差异较大，而且警察主要面向国内民众，所以至今仍然未最终形成一套国际公认的警衔对应标准。